# Sinar Napalan
Sinar Napalan is een bestuurslaag in het regentschap Ogan Komering Ulu Selatan van de provincie Zuid-Sumatra, Indonesië. Sinar Napalan telt 1750 inwoners (volkstelling 2010).